# مگس‌های ساقه‌نشین
مگس‌های ساقه‌نشین (نام علمی: Opomyzidae) نام یک تیره از زیرراسته کوتاه‌شاخکان است.

## نگارخانه

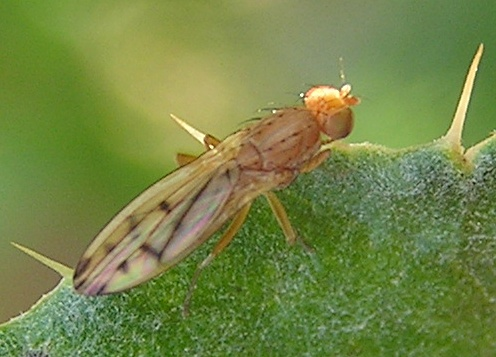